# Chris Houston
Christopher Don Houston (* 18. Oktober 1984 in Austin, Texas) ist ein ehemaliger US-amerikanischer American-Football-Spieler auf der Position des Cornerbacks. Er spielte für die Atlanta Falcons und die Detroit Lions in der National Football League (NFL).

## Frühe Jahre
Houston ging in seiner Geburtsstadt Austin, Texas, auf die Highschool. Später besuchte er die University of Arkansas.

## NFL

### Atlanta Falcons
Houston wurde im NFL-Draft 2007 in der zweiten Runde an 41. Stelle von den Atlanta Falcons ausgewählt. In seinem zweiten Jahr in der NFL im Spiel gegen die Kansas City Chiefs erzielte er seine erste Interception seiner Karriere.

### Detroit Lions
Am 8. März 2010 wurde Houston zu den Detroit Lions getradet. In der Saison 2011 wurde Interception Return Yards leader (5 Interceptions für 225 Yards). Am 13. Juni 2014 wurde er entlassen.

### Carolina Panthers
Am 15. Juni 2015 unterschrieb er einen Vertrag bei den Carolina Panthers. Am 4. August 2015 gab er seinen Rücktritt aus der NFL bekannt, ohne dass er je ein Spiel für die Panthers absolviert hatte.